# Alióixino
Alióixino (en rus: Алёшино) és un poble de l'óblast de Riazan, a Rússia, segons el cens del 2010 tenia 306 habitants.